# Alexandre de Paul de Barchifontaine
Alexandre de Paul de Barchifontaine, né à Fleurus le 17 mai 1814 et mort à Barbençon le 23 janvier 1887, est un homme politique belge.

## Biographie
Alexandre de Paul de Barchifontaine est le fils de  Xavier de Paul de Barchifontaine, maître de forges à Solre-Saint-Géry, maire de Vogenée, et d'Éléonore Misson. Il épouse la sœur de Paul Brouwet.

## Fonctions et mandats
- Bourgmestre de Marchienne-au-Pont : 1844-1847
- Conseiller provincial du Hainaut : 1846-1848, 1852-1856, 1870-1884
- Membre de la Chambre des représentants de Belgique : 1856-1864
- Président du conseil provincial de Hainaut : 1873-1884

## Sources
- Julienne LAUREYSSENS, Industriële naamloze vennootschappen in België, 1819-1857, Leuven, Nauwelaerts, 1975.
- Oscar COOMANS DE BRACHÈNE, État présent de la noblesse belge, Annuaire 1996, Brussel, 1996
- Le parlement belge 1831 - 1894: données biographiques, Académie Royale de Belgique, Commission de la Biographie Nationale, 1996 (ISBN 978-2-8031-0140-5)